# Пожар в N-ой воинской части Армении
Пожар в N-ой воинской части Министерства обороны Армении — крупный пожар в помещении инженерно-сапёрной роты N-ой воинской части 2-го армейского корпуса РА, произошедший 19 января 2023 года, в 01:30 по местному времени, в результате которого погибло не менее 15 военнослужащих, состояние трёх военнослужащих оценивалось как тяжелое . Воинская часть расположена на территории села Азат Гегаркуникской области. Это один из крупнейших случаев небоевых потерь в истории Вооруженных Сил Республики Армения.

## События
Пожар в воинской части вспыхнул 19 января в 01:30 по местному времени. На заседании кабинета министров министр обороны РА Сурен Папикян заявил, что по предварительной версии, возгорание произошло во время топки печи воинской части бензином, что запрещено в ВС РА. На том же заседании премьер-министр РА Никол Пашинян сообщил, что по предварительной информации была предпринята попытка открыть и залить в печь бензин из пятилитровой канистры с бензином, в результате чего огонь перекинулся на офицера, пытавшегося зажечь печь. Офицер в свою же очередь, находясь в шоковом состоянии, в целях самообороны бросил канистру с горящим бензином в сторону воинской части. Отмечается, что сделал он это, скорее всего, не специально. Пожар был локализован в 02:58 и потушен в 06:33. Здание (около 104 квадратных метров) было сожжено .

## Последствия
В результате пожара 15 военнослужащих срочной службы погибли, шесть военнослужащих срочной службы и один офицер были доставлены в гарнизонный госпиталь Гегаркуника.
После пожара последовало заявление Минобороны, согласно которому командир 2-го армейского корпуса полковник Ваграм Григорян, заместитель командующего штабом 2-го армейского корпуса полковник Мигран Махсудян, заместитель командира армейского корпуса по тылу и охране, начальник тыла полковник Шираз Хачатрян, заместитель командира 2-го армейского корпуса по боевому дежурству полковник Артур Оганян, начальник службы пожарной безопасности тыла ВС РА полковник Саркис Мазманян, начальник штаба бригады заместитель командира подполковник Рудик Акопян, заместитель командира бригады по тылу и линии ДСО подполковник Гор Агекян, начальник инженерно-саперной службы бригады, капитан Тигран Казарян, командир инженерно-диверсионной роты бригады, капитан Гор Саргсян, были уволены со своих должностей.

## Уголовное дело
19 января 2023 года документы, составленные на основании наличия признаков состава преступления, предусмотренного ч. 4 ст. 532 УК РА, направлены в 5-й гарнизонный следственный отдел Военного следственного Главного управления Следственного комитета, с целью принятия решения о дальнейших действиях.

## Реакция мирового сообщества
- Нагорно-Карабахская Республика
  - Президент Араик Арутюнян написал: «От имени народа Арцаха, властей и от себя лично выражаю соболезнования и поддержку родным и близким военнослужащих, погибших в результате пожара 19 января в N-ой воинской части инженерно-сапёрной роты МО РА, расположенной на территории села Азат Гегаркуникской области. Желаю скорейшего выздоровления всем пострадавшим. В этот трудный момент вместе с нашими братьями мы разделяем боль и скорбь утраты»[9].
  - Госминистр Рубен Варданян также выразил глубокие соболезнования семьям погибших военнослужащих[10].